# 學生社團
學生社團，簡稱社團，是學校內部基於特定共同目的所形成的學生團體。
常見的社團類型如下：
- 學術性社團：自科社、社科社、科研社、資訊社、天文社、文學社、書法社、各類研究社等。
- 藝術性社團：話劇社、美術社、音樂社、合唱團、管樂社、吉他社、熱音社、熱舞社、攝影社等。
- 康樂性社團：康輔社、桌遊社等。
- 服務性社團：慈幼社、春暉社、各類服務社等。
- 體育性社團：棒球社、籃球社、足球社、桌球社、網球社、排球社、撞球社、田徑社、國術社等。
- 聯誼性社團：各校校友會、各地區同學會（同鄉會）等。
- 綜合性社團：跨類型或其他難以歸類之社團。